# Região Metropolitana do Sertão
A Região Metropolitana do Sertão é uma região metropolitana no estado de Alagoas, instituída pela Lei Complementar Estadual nº 36, de 26 de julho de 2012, que compreende os municípios de Água Branca, Delmiro Gouveia, Inhapi, Mata Grande, Olho d'Água do Casado, Pariconha e Piranhas .